# Saison 4 de X-Files : Aux frontières du réel
Chronologie
Saison 3 Saison 5
Cet article présente le guide des épisodes de la quatrième saison de la série télévisée américaine X-Files : Aux frontières du réel.

## Distribution

### Acteurs principaux
- David Duchovny (VF : Georges Caudron) : l'agent spécial Fox Mulder
- Gillian Anderson (VF : Caroline Beaune) : l'agent spécial Dana Scully

### Acteurs récurrents
- Mitch Pileggi (VF : Jacques Albaret) : le directeur-adjoint Walter Skinner (12 épisodes)
- William B. Davis (VF : Jacques Brunet) : l'homme à la cigarette (6 épisodes)
- Laurie Holden : Marita Covarrubias (5 épisodes)
- Brendan Beiser : l'agent Pendrell (5 épisodes)
- Tom Braidwood : Melvin Frohike (3 épisodes)
- Rebecca Toolan : Teena Mulder (3 épisodes)
- Don S. Williams : le premier aîné (First Elder en VO) (3 épisodes)
- Vanessa Morley : Samantha Mulder, jeune (3 épisodes)
- Nicholas Lea : Alex Krycek (2 épisodes)
- Bruce Harwood : John Fitzgerald Byers (2 épisodes)
- Dean Haglund : Richard Langly (2 épisodes)
- Dean Aylesworth : William « Bill » Mulder, jeune (2 épisodes)
- Scott Bellis : Max Fenig (2 épisodes)
- Sheila Larken : Margaret Scully (2 épisodes)
- Greg Michaels : Scott Garrett (2 épisodes)
- John Neville : l'homme bien manucuré (2 épisodes)
- Chris Owens : l'homme à la cigarette, jeune (2 épisodes)
- Morris Panych : l'homme aux cheveux gris (2 épisodes)

## Commentaires
- La saison 4 aborde davantage l'histoire des personnages et les sentiments qu'ils peuvent ressentir au fur et à mesure de leurs aventures. Mulder est, plus que jamais, obnubilé par sa quête sans fin de preuves de l'existence d'extra-terrestres et de leur implication dans l'enlèvement de sa sœur Samantha. Il croit un tueur en série responsable de sa mort mais échoue à le prouver (Cœurs de tissu) ; il essaie, par hypnose régressive, de rassembler des éléments permettant de neutraliser un gourou préparant un suicide collectif (Le Pré où je suis mort). Dans Crime de mémoire, il se soumet à un traitement médical destiné à accéder à des souvenirs enfouis ou refoulés. Néanmoins, le caractère expérimental du procédé ainsi que l'emploi de substances psychotropes et de kétamine ne permet pas de confirmer, comme Mulder l'a rêvé, que l'homme à la cigarette a contraint son père à choisir entre lui et Samantha dans le cadre du « projet ». Profondément attristé par l'échec de ses tentatives de mettre au jour la vérité, il est porté disparu à la fin de la saison (Le Baiser de Judas).

- Le moral de sa coéquipière Dana Scully est également de plus en plus affaibli au fur et à mesure des épisodes. Cet état de fait est accentué par son enlèvement (Les Hurleurs) et la tentative de meurtre dont elle est victime, où elle apprend de la bouche de son agresseur qu'elle est atteinte d'un cancer (Régénérations). Ce cancer, dû à des traitements expérimentaux qui l'ont rendue stérile au même titre que les autres femmes victimes d'enlèvements, s'est déclenché lorsque Scully a procédé à l'extraction de la mystérieuse puce électronique implantée au bas de son cou (Journal de mort). Elle profite des vacances de l'agent Mulder pour faire le point sur sa vie qu'elle estime « figée » et se fait tatouer au bas du dos un signe Ouroboros (Plus jamais). Fréquemment atteinte de saignements de nez et désespérée de ne pouvoir venger la mort de l'agent Pendrell (Tempus Fugit), elle s'absente de temps à autre des enquêtes (Nid d'abeilles) et sent sa foi en elle s'étioler (Amour fou, Le baiser de Judas). La saison s'achève sur une dégradation, considérée par la médecine traditionnelle comme irréversible, de son état de santé.

- L'épisode reconstituant la biographie du Fumeur (L'Homme à la Cigarette) donne un nouvel éclairage à l'affaire ayant entouré l'assassinat de John Fitzgerald Kennedy, en suggérant que l'armée américaine avait commandité le meurtre, en représailles à la gestion calamiteuse du blocus de la baie des Cochons, en 1962. Alors officier, l'homme à la cigarette se voit confier la mission de tuer le président lors de son passage à Dallas, et parvient à faire accuser Lee Harvey Oswald à sa place. Tuant Martin Luther King à Memphis en 1968, l'Homme à la Cigarette semble être l'instigateur plus ou moins direct de multiples scandales ayant marqué l'histoire de la société américaine depuis lors. Cet épisode, montrant l'Homme à la Cigarette sous les traits d'un homme moins dangereux que ne semble le penser Fox Mulder, se démarque par l'emploi du noir et blanc, l'insertion de discours de Martin Luther King et de photographies officielles, la réutilisation d'extraits du pilote de la série (Nous ne sommes pas seuls), l'apparition à ses côtés de Gorge Profonde ainsi qu'un pastiche de la réplique prononcée par Forrest Gump pour qui « la vie est comme une boîte de chocolats ».

- La saison 4 met Mulder et Scully sur la piste d'individus atteints de particularités physiques singulières, voire monstrueuses (La meute, El Chupacabra, Régénérations). Toutefois, certaines libertés sont prises avec le ton habituellement sérieux de la série : dans La Queue du Diable, l'identité de Mulder est usurpée par un individu se qualifiant lui-même de « loser » et tentant de séduire l'agent Scully. Il est ailleurs montré l'attrait de Fox Mulder pour le baseball (La meute) et Elvis Presley (Plus jamais), ou encore la réutilisation par un orchestre militaire du gimmick sonore annonçant une production de la 20th Century Fox (L'homme invisible).

- L'épisode Tout ne doit pas mourir dévoile d'autres propriétés des extra-terrestres : capables de polymorphie, ils peuvent également guérir par apposition des mains. C'est ainsi que la mère de Mulder, Teena, laissée dans un état critique à la fin de la saison 3, recouvrera rapidement ses facultés. L'existence d'un conflit larvé opposant deux races extra-terrestres se fait davantage palpable ; la mystérieuse organisation semble prendre une part active à ce conflit, en se rangeant supposément aux côtés de la race à laquelle le Chasseur de Primes appartient. L'autre race, à laquelle appartient Jérémiah Smith ainsi que les mystérieux clones créés par insémination artificielle à partir d'ovules prélevés sur des femmes se croyant enlevées par des extra-terrestres (Journal de mort), notamment Dana Scully, semble avoir des intentions pacifiques envers la race humaine. Leurs représentants se montrent des aides efficaces pour Mulder et Scully.

- Mulder croit retrouver sa sœur Samantha sous la forme d'une jeune enfant apparemment clonée et œuvrant dans une installation apicole que l'Organisation des Nations unies présente comme une simple plantation de ginseng. Dana Scully, aidée par l'agent Pendrell, met au jour une base de données qui, prétendant dépendre du programme d'éradication de la variole, a recensé le patrimoine génétique des américains vaccinés depuis cinquante ans. Des essaims d'abeilles, porteuses d'une souche particulièrement violente du virus, sont également envoyées en Caroline du Sud par le Consortium en vue d'effectuer un essai d'attaque bactériologique de grande amplitude (Nid d'abeilles).

- Des expériences d'inoculation de la mystérieuse huile noire se poursuivent aux États-Unis et en Russie (Tunguska) ; le Consortium est opposé aux Russes et à leur supposé leader, Alex Krycek. Ce dernier perdra sa main gauche en représailles, confondu par ses anciennes victimes.

- Le double épisode Tempus Fugit voit le retour de Max Fenig (L'Ange Déchu, saison 1), essayant de réunir pour Mulder des preuves de l'existence des extra-terrestres et du complot intergouvernemental destiné à couvrir leurs actions. Il est tué à la suite d'une tentative d'enlèvement qui échouera lors d'un abordage en plein ciel par un avion militaire.

- Enfin, deux nouveaux informateurs tentent, au gré de leurs intérêts propres et de leur position dans le complot fomenté par le Consortium, d'appuyer les recherches des deux agents du FBI :
- Marita Covarrubias (personnage qui marque l'arrivée de Laurie Holden dans la série), assistante du Représentant spécial du Secrétaire Général des Nations unies, dont X révèle l'identité avant de mourir (Tout ne doit pas mourir). D'abord réticente à divulguer des informations à Mulder, elle accepte de coopérer avec lui au fil des épisodes, même si elle demeure un personnage très mystérieux, dont les motivations ne sont pas clairement indiquées.

- Michael Kritschgau, fonctionnaire au département de la Défense et impliqué dans certaines manœuvres d'intoxication du peuple américain et de dissimulation de preuves étayant la thèse de l'agent Mulder (Le baiser de Judas).

## Épisodes

### Épisode 1:Tout ne doit pas mourir
- États-Unis : 4 octobre 1996 sur FOX
- France : 13 septembre 1997 sur M6

- États-Unis : 21,11 millions de téléspectateurs (première diffusion)

- Mitch Pileggi : Walter Skinner
- William B. Davis : l'homme à la cigarette
- Rebecca Toolan (en) : Teena Mulder
- Steven Williams : Monsieur X
- Laurie Holden : Marita Covarrubias
- Brendan Beiser : l'agent Pendrell
- Morris Panych : l'homme bien habillé
- Michael David Simms : un agent
- Brian Thompson : le tueur
- Roy Thinnes : Jeremiah Smith
- Vanessa Morley : Samantha Mulder, jeune (non créditée)
- Don S. Williams : le premier aîné

- La tagline change : Everything Dies (« tout doit mourir »).

### Épisode 2:La Meute
- États-Unis : 11 octobre 1996 sur FOX
- France : 13 septembre 1997 sur M6

- États-Unis : 18,85 millions de téléspectateurs (première diffusion)

- Tucker Smallwood : le shérif Andy Taylor
- Chris Nelson Norris : Edmund Peacock
- Adrian Hughes : Sherman Peacock
- John Trottier :George Peacock
- Karin Konoval : Mme Peacock
- Sebastian Spence : Barney Paster

### Épisode 3:Teliko
- États-Unis : 18 octobre 1996 sur FOX
- France : 20 septembre 1997 sur M6

- États-Unis : 18,01 millions de téléspectateurs (première diffusion)

- Mitch Pileggi : Walter Skinner
- Laurie Holden : Marita Covarrubias
- Carl Lumbly : Marcus Duff
- Willie Amakye : Samuel Aboah
- Brendan Beiser : l'agent Pendrell
- Zakes Mokae : Diabria

### Épisode 4:Les Hurleurs
- États-Unis : 27 octobre 1996 sur FOX
- France : 1er mars 1997 sur M6

- États-Unis : 19,1 millions de téléspectateurs (première diffusion)

- Sharon Alexander : Mary Louise LeFante
- Ron Chartier : l'inspecteur Puett
- Angela Donahue : Alice Brandt
- Scott Heindl : Billy
- Pruitt Taylor Vince : Gerry Thomas Schnauz

### Épisode 5:Le Pré où je suis mort
- États-Unis : 3 novembre 1996 sur FOX
- France : 28 février 1997 sur M6

- États-Unis : 19,85 millions de téléspectateurs (première diffusion)

- Mitch Pileggi : Walter Skinner
- Doug Abrahams : Harbaugh
- Kristen Cloke : Melissa Riedal Ephesian
- Michael Dobson : l'agent BATF
- Anthony Harrison : l'agent Riggins
- Michael Massee : Vernon Warren

### Épisode 6:Sanguinarium
- États-Unis : 10 novembre 1996 sur FOX
- France : 20 septembre 1997 sur M6

- États-Unis : 18,85 millions de téléspectateurs (première diffusion)

- Andrew Airlie : l'avocat du Dr Lloyd
- Richard Beymer : Dr. Jack Franklyn
- Martin Evans : Dr. Hartman
- O-Lan Jones : Rebecca Waite
- John Juliani : Dr. Harrison Lloyd
- Arlene Mazerolle : Dr. Shannon

### Épisode 7:L'Homme à la cigarette
- États-Unis : 14 novembre 1996 sur FOX
- France : 1er mars 1997 sur M6

- États-Unis : 17,09 millions de téléspectateurs (première diffusion)

- William B. Davis : l'homme à la cigarette
- Chris Owens : l'homme à la cigarette, jeune
- Tom Braidwood : Melvin Frohike
- Bruce Harwood : Jonathan Byers - voix)
- Jerry Hardin : Gorge profonde
- Paul Jarrett : James Earl Ray
- Dan Zukovic : un agent
- Dean Aylesworth : William « Bill » Mulder, jeune
- David Fredericks : le directeur
- Laurie Murdoch : Lydon
- Morgan Weisser : Lee Harvey Oswald
- Donnelly Rhodes : le général Francis

- Au début de l'épisode, on peut voir sur le briquet de l'homme à la cigarette la phrase Trust no one, récurrente dans la série (il s'agit notamment du mot de passe de l'ordinateur de Mulder (Trustno1).
- On apprend dans cet épisode que le premier mot prononcé par Fox Mulder (d'après son père) serait « JFK ». Il y est également révélé le prénom de Gorge Profonde : Ronald.
- Pour l'anecdote, après une désillusion, l'homme à la cigarette, assis sur un banc, fait une comparaison entre la vie et une boîte de chocolat. Les cinéphiles auront bien sûr reconnu la fameuse scène du film Forrest Gump, dans laquelle Tom Hanks fait le même parallèle.
- L'acteur qui joue l'homme à la cigarette jeune jouera aussi son fils dans la saison suivante.

### Épisode 8:Tunguska,1repartie
- États-Unis : 24 novembre 1996 sur FOX
- France : 4 octobre 1997 sur M6

- États-Unis : 18,85 millions de téléspectateurs (première diffusion)

- Mitch Pileggi : Walter Skinner
- William B. Davis : l'homme à la cigarette
- Nicholas Lea : Alex Krycek
- John Neville : l'homme bien manucuré
- Laurie Holden : Marita Covarrubias
- Brendan Beiser : l'agent Pendrell
- Fritz Weaver : le sénateur Sorenson
- Brent Stait : Timothy Mayhew

### Épisode 9:Tunguska,2epartie
- États-Unis : 1er décembre 1996 sur FOX
- France : 4 octobre 1997 sur M6

- États-Unis : 17,34 millions de téléspectateurs (première diffusion)

- Mitch Pileggi : Walter Skinner
- William B. Davis : l'homme à la cigarette
- Nicholas Lea : Alex Krycek
- John Neville : l'homme bien manucuré
- Jan Rubes : Vassily Peskow
- Brent Stait : Timothy Mayhew
- Fritz Weaver : le sénateur Sorenson
- Stefan Arngrim : le prisonnier

### Épisode 10:Cœurs de tissu
- États-Unis : 15 décembre 1996 sur FOX
- France : 11 octobre 1997 sur M6

- États-Unis : 16,59 millions de téléspectateurs (première diffusion)

- Mitch Pileggi : Walter Skinner
- Tom Noonan : John Lee Roche
- Byrne Piven : Robert Sparks
- Vanessa Morley : Samantha Mulder, jeune
- Rebecca Toolan (en) : Teena Mulder
- Carly McKillip : Caitlin Ross

### Épisode 11:El chupacabra
- États-Unis : 12 janvier 1997 sur FOX
- France : 27 septembre 1997 sur M6

- États-Unis : 22,37 millions de téléspectateurs (première diffusion)

- Mitch Pileggi : Walter Skinner
- Rubén Blades : Conrad Lozano
- Raymond Cruz : Eladio Buente
- Lillian Hurst : Flakita

### Épisode 12:Régénérations
- États-Unis : 26 janvier 1997 sur FOX
- France : 18 octobre 1997 sur M6

- États-Unis : 29,15 millions de téléspectateurs (première diffusion)

- Jennifer Clement : Michele Wilkes
- Paul McCrane : Leonard Betts
- Lucia Walters : EMT
- Marjorie Lovett : Elaine Tanner
- Bill Dow : Dr. Charles Burks

### Épisode 13:Plus jamais
- États-Unis : 2 février 1997 sur FOX
- France : 18 octobre 1997 sur M6

- États-Unis : 21,36 millions de téléspectateurs (première diffusion)

- Rodney Rowland (Edward Jerse)
- Bill Croft (Svo)
- Jay Donahue (Inspecteur Gouveia)
- B. J. Harrison (Hannah)

- Dans la version originale de l'épisode, la voix de Betty est celle de Jodie Foster[1].
- Quentin Tarantino devait initialement réaliser cet épisode. Non syndiqué à la Directors Guild of America, il n'a finalement pu y participer[1].

### Épisode 14:Journal de mort
- États-Unis : 9 février 1997 sur FOX
- France : 25 octobre 1997 sur M6

- États-Unis : 19,1 millions de téléspectateurs (première diffusion)

- Mitch Pileggi : Walter Skinner
- William B. Davis : l'homme à la cigarette
- Gillian Barber : Penny Northern
- Tom Braidwood : Melvin Frohike
- Dean Haglund : Richard Langly
- Bruce Harwood : John Fitzgerald Byers
- Sheila Larken : Margaret Scully
- Morris Panych : l'homme aux cheveux gris

### Épisode 15:La Prière des morts
- États-Unis : 16 février 1997 sur FOX
- France : 25 octobre 1997 sur M6

- États-Unis : 16,56 millions de téléspectateurs (première diffusion)

- Justine Miceli : Ariel Weiss
- David Groh : Jacob Weiss
- David Wohl : Kenneth Ungar
- Channon Roe : Derek Banks

### Épisode 16:L'Homme invisible
- États-Unis : 23 février 1997 sur FOX
- France : 8 novembre 1997 sur M6

- États-Unis : 16,56 millions de téléspectateurs (première diffusion)

- Mitch Pileggi : Walter Skinner
- Laurie Holden : Marita Covarrubias
- Peter LaCroix : Nathaniel Teager
- Scott Hylands : le général Bloch

### Épisode 17:Tempus fugit,1repartie
- États-Unis : 16 mars 1997 sur FOX
- France : 1er novembre 1997 sur M6

- États-Unis : 18,85 millions de téléspectateurs (première diffusion)

- Joe Spano : Mike Millar
- Tom O'Brien : le sergent Frisch)
- Scott Bellis : Max Fenig
- Chilton Crane : Sharon Graffia
- Brendan Beiser : l'agent Pendrell

### Épisode 18:Tempus fugit,2epartie
- États-Unis : 23 mars 1997 sur FOX
- France : 1er novembre 1997 sur M6

- États-Unis : 18,34 millions de téléspectateurs (première diffusion)

- Mitch Pileggi : Walter Skinner
- Joe Spano : Mike Millar
- Brendan Beiser : l'agent Pendrell

- Cet épisode voit la mort de l'agent Pendrell, laborantin plusieurs fois associé aux enquêtes de Mulder et Scully.
- Le titre original, Max, fait référence à Max Fenig.
- Lorsque Mulder retourne dans la caravane de Max Fenig, on peut entendre la seconde piste de l'album Songs in the Key of X, inspiré par la série.

### Épisode 19:Aux frontières du jamais
- États-Unis : 13 avril 1997 sur FOX
- France : 22 novembre 1997 sur M6

- États-Unis : 18,09 millions de téléspectateurs (première diffusion)

- Joseph Fuqua : Dr. Nichols)
- Susan Lee Hoffman : Lisa Ianelli
- Michael Fairman : Jason Nichols, âgé
- Jed Rees : Lucas Menand
- Hiro Kanagawa : Dr. Yonechi

### Épisode 20:La Queue du diable
- États-Unis : 20 avril 1997 sur FOX
- France : 15 novembre 1997 sur M6

- États-Unis : 20,86 millions de téléspectateurs (première diffusion)

- Mitch Pileggi : Walter Skinner
- Darin Morgan : Eddie Van Blundht
- Christine Cavanaugh : Amanda Nelligan
- Lee de Broux : Eddie Van Blundht Senior
- Robert Rozen : Dr. Alton Pugh
- Paul McGillion : un mari en colère
- Dean Haglund : Richard Langly (voix - non crédité)

### Épisode 21:Nid d'abeilles
- États-Unis : 27 avril 1997 sur FOX
- France : 8 novembre 1997 sur M6

- États-Unis : 18,6 millions de téléspectateurs (première diffusion)

- Mitch Pileggi : Walter Skinner
- William B. Davis : l'homme à la cigarette
- Laurie Holden : Marita Covarrubias
- Don S. Williams : le premier aîné
- Morris Panych : l'homme aux cheveux gris

### Épisode 22:Amour fou
- États-Unis : 4 mai 1997 sur FOX
- France : 15 novembre 1997 sur M6

- États-Unis : 17,1 millions de téléspectateurs (première diffusion)

- Steven M. Porter : Harold Spuller
- Alex Bruhanski : Angelo Pintero
- Sydney Lassick : Chuck Forsch
- Nancy Fish : l'infirmière Innes
- Lorena Gale : l'avocate
- Christine Willes : Karen Kosseff

### Épisode 23:Crime de mémoire
- États-Unis : 11 mai 1997 sur FOX
- France : 29 novembre 1997 sur M6

- États-Unis : 19,1 millions de téléspectateurs (première diffusion)

- Jay Acovone : l'inspecteur Curtis
- Mike Nussbaum : Dr. Goldstein
- Chris Owens : l'homme à la cigarette, jeune
- Rebecca Toolan (en) : Teena Mulder
- Vanessa Morley : Samantha Mulder, jeune
- Dean Aylesworth : William « Bill » Mulder, jeune

### Épisode 24:Le Baiser de Judas
- États-Unis : 18 mai 1997 sur FOX
- France : 29 novembre 1997 sur M6

- États-Unis : 19,85 millions de téléspectateurs (première diffusion)

- Charles Cioffi : Scott Blevins
- Sheila Larken : Margaret Scully
- Pat Skipper : William « Bill » Scully Jr.
- John Finn : Michael Kritschgau
- Matthew Walker : Arlinsky
- James Sutorius : Babcock